# El dedo mágico
El dedo mágico es un libro infantil escrito por Roald Dahl en 1966. Ha sido ilustrado en diferentes ediciones por William Pène du Bois, Tony Ross, José Saltamonte y Quentin Blake.

## Sinopsis
El libro trata acerca de una niña con un dedo mágico que solamente funciona cuando ella se enoja sin tener control alguno sobre lo que este ocasiona.
La familia Gregg, vecina a su familia, habitualmente caza patos, algo que enfurece por completo a la niña. Decide entonces darles una lección, pero su dócil carácter no lo permite. Su enojo la llevará a algo que nunca creyó tendría el poder para hacer: Un día, sin querer, apuntó con su dedo a los Gregg, sus vecinos y amigos, aficionados a la cacería, ocasionando así que finalmente comiencen a transformarse en patos, mientras unos patos comienzan a tomar su lugar como humanos.